# جون نورتن (منافس ألعاب قوى)
جون نورتن (بالإنجليزية: John Norton)‏ هو منافس ألعاب قوى أمريكي، ولد في 16 أبريل 1893 في سانتا كلارا في الولايات المتحدة، وتوفي في 28 ديسمبر 1979 في نيويورك في الولايات المتحدة.

## وصلات خارجية
- جون نورتون على موقع اللجنة الأولمبية الدولية (الإنجليزية)
- جون نورتون على موقع أوليمبيديا (الإنجليزية)